# Josef Pichler (Politiker, 1883)
Josef Pichler (* 15. Februar 1883 in Graz; † 19. Mai 1961 ebenda) war ein österreichischer Politiker (CS). Pichler war von 1923 bis 1930 Abgeordneter zum Nationalrat und von 1930 bis 1934 Landeshauptmann-Stellvertreter in der Steiermärkischen Landesregierung.
Seine Eltern waren der Bäckermeister Franz Pichler (* 1. April 1842 in Passail; † 25. März 1917 in Weiz) und dessen Frau Juliana, geb. Luschnitzky (* 6. August 1848 in Anger; † 9. Jänner 1925 in Graz). Josef Pichler heiratete am 12. April 1914 in Bergheim die Lehrerin Maria Anna Graggober (* 17. Juni 1886 in Oberwölz; † 25. Juni 1973 in Scheifling), eine Tochter des bekannten Oberwölzer Gastwirts Balthasar Graggober. Zu dieser Zeit war er als Fachlehrer in Fulpmes beschäftigt.
Am 8. Mai 1921 wurde er im Zuge des Lorenzer Fenstersturzes zusammen mit Landeshauptmann Anton Rintelen und Landesrat Franz Prisching bei einer politischen Versammlung von aufständischen Arbeitern bedroht und aus etwa 2,30 Metern Höhe aus einem Fenster des Veranstaltungsortes geworfen.
Pichler übte den Beruf eines Professors an der Staatsgewerbeschule in Bruck an der Mur aus und vertrat die Christlichsoziale Partei zwischen dem 19. Juli 1923 und dem 1. Oktober 1930 im Nationalrat. Danach gehörte Pichler vom 14. Dezember 1930 bis zum 15. März 1934 als Landeshauptmann-Stellvertreter der Steiermärkischen Landesregierung an.